# 오토 실리
오토 실리(독일어: Otto Schily, 1932년 7월 20일 ~ )는 독일의 정치인이다. 그는 녹색당의 주요 설립 멤버였으나 탈당 후 독일 사회민주당에 입당해 내무장관을 역임하였다.

## 같이 보기
- 독일의 내각제
- 곡수왕관장